# Plaza de San Antonio (Cádiz)
La plaza de San Francisco es una plaza de la ciudad española de Cádiz. Con una superficie de 750 m², y cuenta con una singular importancia histórica y monumental.

## Toponimia
Conocida como Campo de la Jara en 1626, San Antonio en 1656-1812, Constitución en 1812-1913 y 1931-1937 y José Antonio Primo de Rivera en 1937.

## Historia
En un tiempo fue el llamado Campo de la Jara, de mayores dimensiones que la actual plaza. Se encontraba en las afueras de la ciudad, en donde se erigía la ermita de San Antonio que con el paso de los años se transformó en iglesia, dándole nombre a la actual plaza. 
En la misma se proclamó la Constitución de 1812 y fue el escenario de la sangrienta represión del movimiento liberal de 1820. 
Desprovista de monumentos centrales, fuentes o esculturas, con anterioridad existía un pozo que abastecía en el siglo XVI de agua a la población local, y que queda actualmente dentro de una finca colindante. También existió un monumento dedicado a Lucio Cornelio Balbo el Menor.

## La plaza
La plaza de San Antonio se convirtió con el paso del tiempo en un centro civil y religioso. En ella se encuentran, además de la citada iglesia, la Biblioteca Provincial, la casa de Pemán (con dependencias culturales de la Diputación de Cádiz), la sede de la antigua Banca Aramburu, el Casino y anexo, el Consulado de Argentina.

## Arquitectura
- Iglesia de San Antonio. La iglesia de San Antonio, edificada sobre una ermita, fue inaugurada en el siglo XVII, sufriendo diversas modificaciones. La fachada conserva la portada de un barroco tardío, de planta de salón, con una imagen del santo en mármol. Anteriormente esta iglesia solo portaba una torre-campanario, que daba hacia la calle que lleva su nombre, es decir la calle de La Torre, llamada calle Linares y antes aún Pantejos.[2]
- Casino Gaditano. El edificio fue durante muchos años la residencia familiar de los Istúriz, familia de enorme influencia política durante gran parte del siglo XIX. Posteriormente la casa fue adquirida por Félix Colarte, marqués del Pedroso, y desde 1848, es la sede del Casino Gaditano. A finales del siglo XIX el edificio precisaba reformas, por lo que la directiva del Casino propusiera en 1889 a los socios la construcción de un patio de estilo árabe, algo que por entonces estaba de moda en toda España. Los dibujos y decoración del patio están inspirados en algunos rincones de la Alhambra de Granada y, principalmente, en el patio de Las Muñecas, de los Reales Alcázares de Sevilla. La obra se inició el 6 de agosto de 1889 y finalizó en el mes de junio de 1890.[3]
- En el número 4 se encontraba antes de 1865 la Fonda de Cádiz, pasando a denominarse posteriormente Hotel de Cádiz, regentado por Domingo Laforque,[4] por Bernardo Sánchez Nieto (Mellid, La Coruña - 1826) en el periodo 1869-1875; por Pedro Ricca Borionetti[5] (Orta San Giulio 1834 - Cádiz 1879) en el periodo 1875-1879 y, posteriormente, por Enrique Pedro Ricca Manini[6] (Orta San Giulio 1838 - Cádiz 1903).